# ملح الثوم

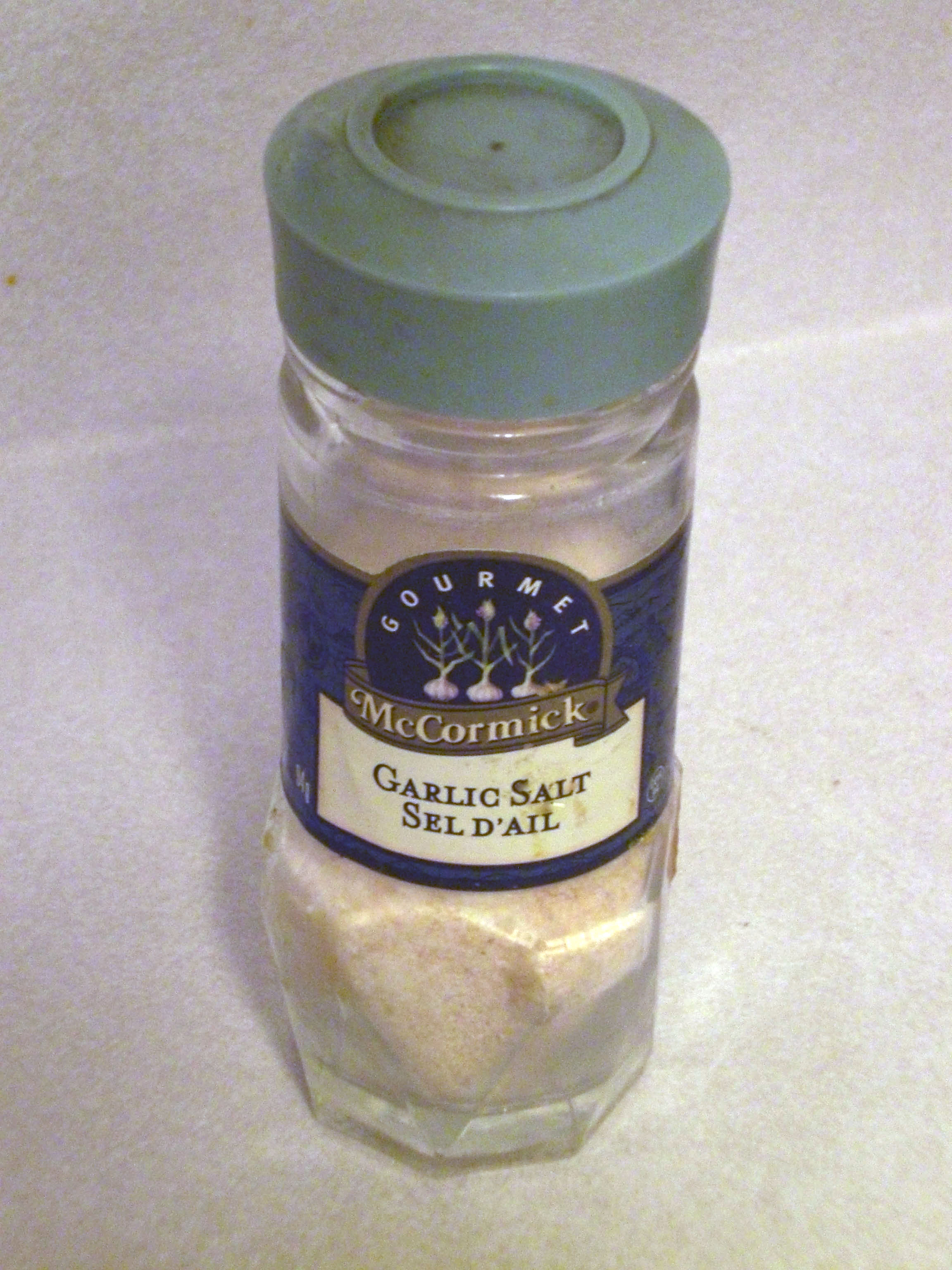
زجاجة من ملح الثوم

ملح الثوم هو ملح متبل مصنوع من خليط من ثوم مطحون ومجفف وملح مع عامل مضاد للتكتل (مثل سيليكات الكالسيوم). في أبسط أشكاله يتم تصنيعه من خلال الجمع بين 3 أجزاء من الملح مع جزء واحد من مسحوق الثوم حسب الحجم، أو 6 أجزاء من الملح وجزء واحد من مسحوق الثوم حسب الوزن.
وينبغي عدم الخلط مع الثوم المفروم[بحاجة لمصدر] حبيبات الثوم أو مسحوق الثوم، إذ يجب أن يكون الثوم مطحونا ومجففا، ويباع كتوابل.